# Technische instructies voor het veilige vervoer van gevaarlijke goederen door de lucht

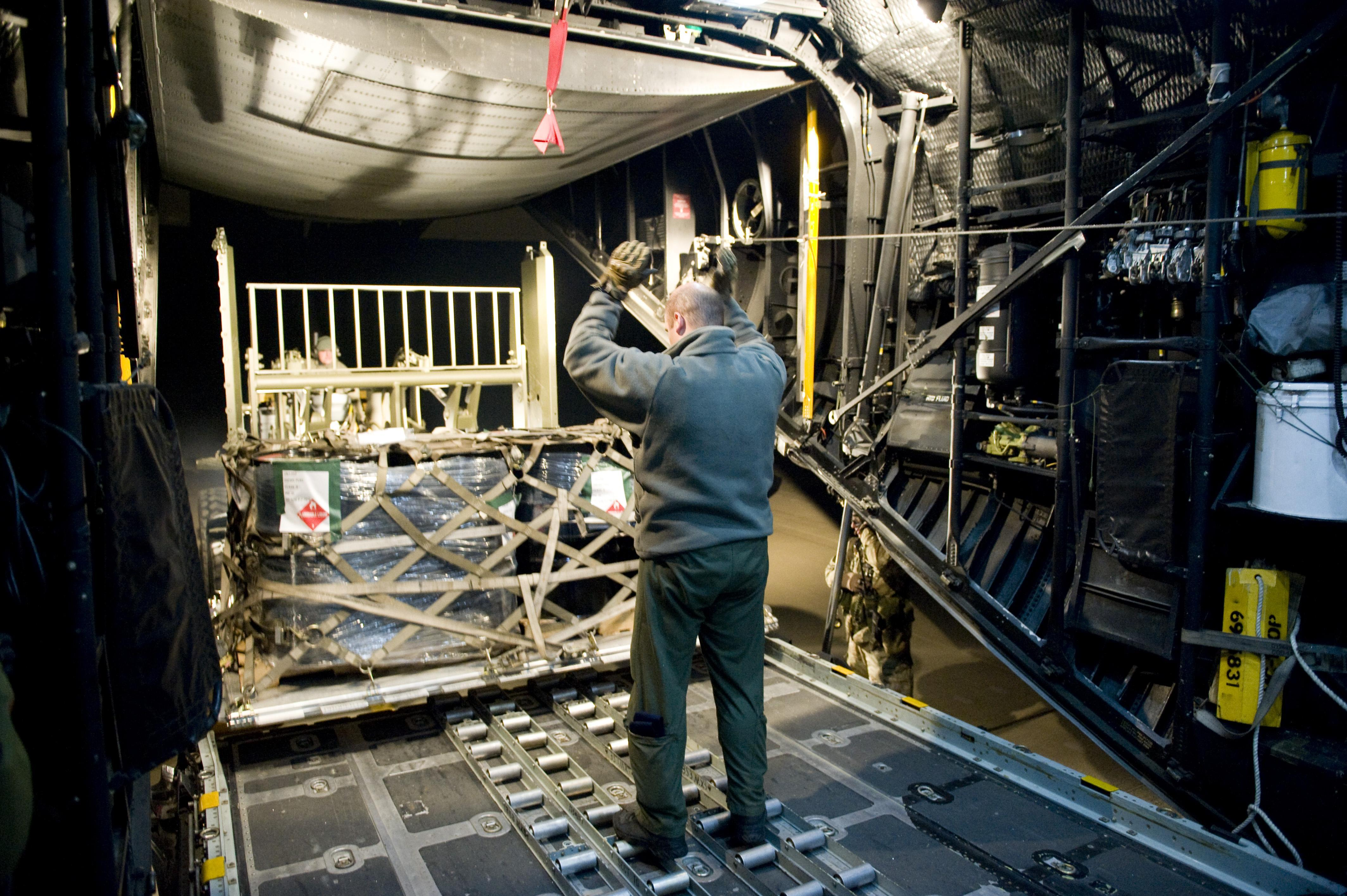
Een unit load device (ULD) met brandstof wordt in een vliegtuig geladen.

De Technische instructies voor het veilige vervoer van gevaarlijke goederen door de lucht (ICAO-TI) is een internationale overeenkomst waarin instructies voor het vervoer van gevaarlijke goederen door de lucht omschreven staan. 193 landen zijn lid van deze overeenkomst waaronder Nederland en België.
De officiële benaming van de technische instructies is "Technical Instructions For The Safe Transport of Dangerous Goods by Air".
De algemene beginselen die gelden voor het internationale vervoer van gevaarlijke goederen door de lucht zijn opgenomen in bijlage 18 bij het Verdrag omtrent de internationale burgerluchtvaart. De technische instructies zijn een aanvulling op de basisbepalingen van bijlage 18 van het verdrag inzake de internationale burgerluchtvaart (ICAO) en bevatten alle gedetailleerde instructies die nodig zijn voor het veilige, internationale vervoer van gevaarlijke goederen door de lucht. Dit systeem heeft onder andere het doel harmonisatie van veiligheidsnormen bij het vervoer van gevaarlijke stoffen door de lucht te creëren.
In de Technische Voorschriften wordt vereist dat elk pakket gevaarlijke goederen vóór het vervoer uitwendig door de exploitant wordt geïnspecteerd om er zeker van te zijn dat het in een geschikte staat verkeert en aan alle relevante vereisten lijkt te voldoen. Pakketten zijn onderhevig aan laadbeperkingen, inclusief scheiding van die welke onverenigbare gevaarlijke goederen bevatten en beveiliging om beweging tijdens de vlucht te voorkomen. De gezagvoerder van een luchtvaartuig moet op de hoogte worden gesteld van de gevaarlijke goederen aan boord en hun locatie, aangezien, in geval van nood (waarbij niet noodzakelijk gevaarlijke goederen zijn betrokken), de gezagvoerder, indien de situatie dit toelaat, moet de bevoegde eenheid voor luchtverkeersdiensten informeren over wat zich aan boord van het vliegtuig bevindt om de hulpdiensten bij te staan bij hun reactie.
Deze bepaling in de Technische Instructies stelt gezagvoerders in staat om discretie te realiseren met betrekking tot het overbrengen van informatie over gevaarlijke goederen, aangezien zij de risico's moeten inschatten die verbonden zijn aan het afleiden van hun aandacht (of de aandacht van de copiloot) van het besturen van het vliegtuig in noodsituaties.

## Geschiedenis
Het Verdrag inzake de internationale burgerluchtvaart (ICAO) (ook bekend als het Verdrag van Chicago), waarin de ICAO TI als bijlage is opgenomen, werd op 7 december 1944 ondertekend door 52 staten. In afwachting van de ratificatie van dit verdrag door 26 staten, werd de voorlopige Internationale Burgerluchtvaartorganisatie (PICAO) opgericht. Het functioneerde van 6 juni 1945 tot 4 april 1947. Op 5 maart 1947 werd de 26e ratificatie ontvangen. ICAO ontstond op 4 april 1947. In oktober van datzelfde jaar werd ICAO een gespecialiseerd agentschap van de Verenigde Naties, gekoppeld aan de Economische en Sociale Raad (ECOSOC).
ICAO is oorspronkelijk opgericht om de veilige en efficiënte ontwikkeling van de burgerluchtvaart te bevorderen. Een blijvend aspect van het werk van de organisatie in de afgelopen zes decennia was het helpen van staten om de burgerluchtvaart in hun land te verbeteren door middel van projecten die werden uitgevoerd in het kader van het programma voor technische samenwerking van de ICAO. Sinds de oprichting in 1952 is het Bureau voor Technische Samenwerking (TCB) verantwoordelijk voor de uitvoering van het programma voor technische samenwerking van de ICAO, waarbij het staten, donoren, de particuliere sector en andere financieringsbronnen adviseert en bijstaat in alle zaken die verband houden met de ontwikkeling van veilige en beveiligde civiele luchtvaart.

## Inhoud en structuur van de technische instructie
De Technische instructie is als volgt opgebouwd:
- Deel 1: Algemene informatie;
- Deel 2: Classificatie van gevaarlijke stoffen;
- Deel 3: Lijst van gevaarlijke stoffen, bijzondere bepalingen en beperkte en vrijgestelde hoeveelheden;
- Deel 4: Verpakkingsinstructies
- Deel 5: Verantwoordelijkheden van de afzender;
- Deel 6: Verpakkingsterminologie, kenmerking, vereisten en beproevingen;
- Deel 7: Verantwoordelijkheden van de operator;
- Deel 8: Bepalingen inzake passagiers en bemanning.

Daarnaast zijn er ook vijf bijlages:
- Bijlage 1: Lijsten met juiste vervoersnamen;
- Bijlage 2: Glassarium van termen;
- Bijlage 3: Bekendgemaakte afwijkingen van de voorschriften;
- Bijlage 4: Opleiding;
- Bijlage 5: Register en lijst van tabellen en afbeeldingen.[5]

## Opleidingen en cursussen
De Technische Voorschriften bevatten opleidingsvereisten die van toepassing zijn op iedereen die betrokken is bij het verzenden, behandelen en vervoeren van gevaarlijke goederen en vracht- en passagiersbagage. Deze omvatten de noodzaak van een herhalingstraining met tussenpozen van twee jaar en het bijhouden van trainingsregistraties. Er zijn specifieke verantwoordelijkheden voor verladers en operators. Afzenders dienen ervoor te zorgen dat personeel dat zendingen gevaarlijke stoffen voorbereidt een opleiding krijgt of dat een andere organisatie met opgeleid personeel wordt ingezet. Operators moeten ervoor zorgen dat hun eigen personeel en dat van hun afhandelaars worden opgeleid. Trainingsprogramma's voor operators moeten worden goedgekeurd door de staat van de operator.

## De ICAO-TI in Nederland

### Wet en Regelgeving
De ICAO-TI is in de Nederlandse wet- en regelgeving geborgd in titel 6.5 van de Wet Luchtvaart.

### Toezichthouders
De Inspectie Leefomgeving en Transport (ILT) van het Ministerie van Infrastructuur en waterstaat is belast met de controle op naleving van de ICAO-TI. Het Ministerie van Defensie heeft zijn eigen toezichthouder: het Korps Militaire Controleurs Gevaarlijke Stoffen (KMCGS), dat toeziet op het veilige vervoer van gevaarlijke stoffen binnen het Ministerie.

### Erkenningen
In de wet luchtvaart artikel 6.55 wordt beschreven dat het verboden is om gevaarlijke stoffen ten vervoer aan te bieden, te doen of laten vervoeren met luchtvaartuigen, zonder in het bezit te zijn van een door de Minister van Infrastructuur en waterstaat verleende erkenning.
Er worden 4 verschillende soorten erkenningen door het Ministerie van Infrastructuur en waterstaat verleend:
- A-erkenning voor de afzender;
- B-erkenning voor de expediteur/luchtvrachtagent;
- C-erkenning voor de grondafhandelaar;
- E-erkenning voor de gespecialiseerde organisaties.[8]

## De IATA Dangerous Goods Regulations
De Dangerous Goods Regulations (DGR) van de International Air Transport Association (IATA) zijn regels die zijn omschreven in een handleiding welke is gebaseerd op de ICAO-TI. Deze handleiding bundelt de instructies uit de ICAO-TI met beperkingen van individuele landen, beperkingen van luchtvaartmaatschappijen en de classificatie van de Verenigde Naties van elk artikel of elke stof en hun aanvaardbaarheid en voorwaarden voor luchtvervoer.
Hoewel ICAO haar regelgeving om de twee jaar actualiseert, erkent IATA dat er ieder jaar belangrijke veranderingen plaatsvinden. De noodzaak om van deze veranderingen op de hoogte te blijven vereist meer actuele informatie. Daarom actualiseert IATA jaarlijks haar handleiding en procedures.
Doordat de IATA DGR-handleiding beperkingen van individuele landen en luchtvaartmaatschappijen jaarlijks bundelt is deze handleiding de wereldwijde referentie voor het vervoer van gevaarlijke goederen door de lucht en de enige norm die door luchtvaartmaatschappijen wordt erkend.